# عبد السلام كشة

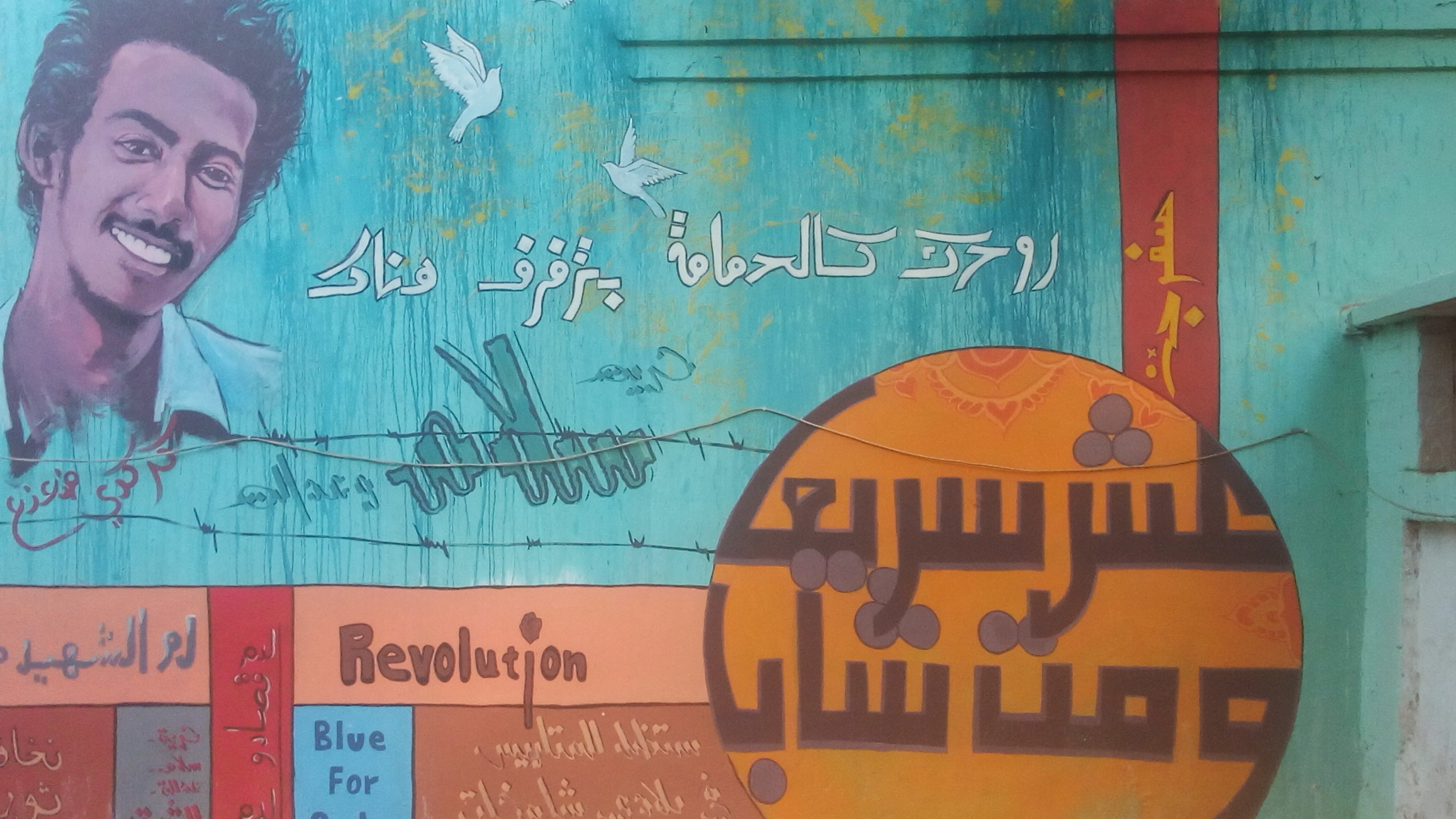
ربنا يجعل مثواه الجنة

هو أحد شهداء مجزر ة القيادة العامة في السودان التي كانت في 29رمضان 2019 حيث اقتحمت بقوات مسلحة تتبع للمجلس العسكري وبدعم كبير من قوات الدعم السريع السودانية.

## نشاته
ولد بقرية التميد في منطقة الحلاويين بولاية الجزيرة وسط السودان في يونيو 1993يسكن في الخرطوم

### الدراسة
درس بجامعة الدلنج ثم فصل منها والتحق بكلية القانون بجامعة النيلين وظل فيها حتى وفاته.

## حياته
عرف بنشاطه السياسي المناهض لنظام عمر البشير. وتعرض لعدة اعتقالات سياسية، وكانت تتم مضايقته من قبل جهاز الأمن المخابرات الوطني وبسبب تلك المضايقات لم يستطع انهاء تعليمه الجامعي في الوقت المحدد.
كان صلباً ولم يهرب رغم تحذير أصدقائه الذين كانوا يتابعون سيارات جهاز الأمن التي كانت تحاصر منزله. كان يخرج بكل تماسك رغم أنه كان يدرك ماينتظره من اعتقال 
امتنع والده عن التعامل مع لجنة تحقيق حول أحداث مجزرة القيادة العامة وأعلن رفضه لتلك اللجنة جملة وتفصيلا.  ومنذ فض الاعتصام تعالت أصوات المطالبة بالقصاص لشهداء المجزرة ومن بينهم الشهيد عبد السلام كشة.

### الانتماء السياسي
كان ينتمي للجبهة الديمقراطية للطلاب السودانيين.